# Зоряна атмосфера

Сонячна атмосфера на світлині сонячного затемнення 1999 року у Франції

Зоряна атмосфера — зовнішня область зорі, звідки світло розповсюджується назовні без додаткового перевипромінювання. Нижня межа зоряної атмосфери визначається саме найглибшим шаром випромінювання, яке безпосередньо може бачити зовнішній спостерігач. Світло від розташованих нижче шарів, зони променевого переносу або конвективної зони на своєму шляху назовні зазнає неодноразового перевипромінювання.

## Структура зоряної атмосфери
Всередині зоряної атмосфери розрізняють кілька прошарків, що мають дещо відмінні властивості.
Найглибша та найхолодніша частина атмосфери, яку може бачити зовнішній спостерігач, називається фотосферою. Фотосфера випромінює світло в усій ділянці видимого безперервного спектра. Температура цієї області зростає з глибиною й для зір типу Сонця лежить у межах від 4500 до 6500 K. Саме у фотосфері Сонця з'являються так звані сонячні плями — порівняно холодні області прориву магнітного поля.
Над фотосферою розташовано хромосферу, тонкий шар якої (її товщина для Сонця становить близько 10 000 км) пронизують ниткоподібні потоки розпеченого газу — спікули. Температура хромосфери спочатку плавно змінюється, збільшуючись з віддаленням від фотосфери. У невеликий перехідній зоні 100 км завтовшки стрибкоподібно підвищується до температури найгарячішої та найрозрідженішої частини атмосфери — корони. Так, температура корони Сонця сягає 2 млн K. Таке високе значення корональної температури досягається завдяки нагріву плазми в корональних петлях та її низької густини в області сонячної корони, що робить теплообмін неефективним[джерело?].
У той час як наявність корони та перехідних ділянок є характерною для зір головної послідовності, інші класи зір можуть не мати подібних ділянок. Так, схоже, що тільки деякі зорі-гіганти та невелика кількість надгігантів мають корони[джерело?].

## Дослідження
Атмосферу Сонця, як найближчої до Землі зорі, наразі вивчено найкраще. Під час повних сонячних затемнень, які приховують фотосферу від очей земного спостерігача, можна побачити тонке кільце сонячної хромосфери й гало сонячної корони.
В атмосферах інших зір найдетальніше вивчено фотосферу. Хромосфера й корона розташовані вище фотосфери й прозорі, тому їх важко спостерігати й вони докладно вивчені лише у Сонця. Однак у холодних червоних карликів, а іноді й у червоних гігантів, хромосфера настільки щільна й протяжна, що випромінювані нею лінії можна спостерігати в загальному спектрі всієї зорі. Теорія зір із потужними хромосферами, які утворюють яскраві лінії, ще мало розроблена.
Вивчення зоряних спектрів дозволяє уточнити фізичну природу процесів випромінювання та поглинання в атмосферах зір. Теорія дає змогу  визначати зі спостережень температуру й густину фотосфер, зміну цих величин із глибиною, іонізацію та збудження атомів, хімічний склад газу. Крім того, визначаються швидкості хаотичних рухів газових мас і обертання зір, що дають помітний внесок в доплерівське розширення профілю спектральних ліній. За формою профілю ліній деяких зір (наприклад, зір типу Вольфа — Рає) вдалося встановити, що їх атмосфери розширюються назовні зі швидкістю в сотні або й тисячі км/с, створюючи зоряний вітер, набагато потужніший сонячного.
Температура та густина газу фотосфери слугують вихідними параметрами для розрахунку внутрішньої будови зір.
Вищевикладене стосується зір, фотосфери яких стабільні, тобто, не змінюються з часом. Однак існує велика кількість змінних зір, блиск яких періодично або нерегулярно змінюється. У більшості змінних зір блиск змінюється через пульсації атмосфери — зміну її розмірів і температури. Водночас змінюється і спектр зорі.